# Eli Manning
Elisha Nelson Manning IV, conhecido como Eli Manning (Nova Orleães, 3 de janeiro de 1981), é um jogador de futebol americano aposentado que atuava como quarterback na National Football League (NFL). Ele jogou futebol americano universitário na Universidade do Mississippi de 2000 a 2003. Foi selecionado na primeira escolha geral no Draft de 2004 pelo San Diego Chargers, mas foi imediatamente negociado com os New York Giants que em troca mandaram Philip Rivers. Manning é filho do ex-quarterback da NFL, Archie Manning, e o irmão mais novo do também ex-quarterback da NFL, Peyton Manning.
Manning jogou toda a carreira (2004 a 2019) em Nova Iorque e detém vários recordes dos Giants, como o de mais jardas lançadas, passes para touchdown e passes completados na carreira. Ele levou o NY Giants à vitória nos Super Bowls XLII e no XLVI, derrotando o New England Patriots em ambas as partidas. Eli foi eleito o MVP em ambos esses Super Bowls, tornando-se um dos cinco jogadores a ter vários prêmios de MVP na era Super Bowl (Bart Starr e Terry Bradshaw também têm dois, Joe Montana três e Tom Brady quatro).
Eli Manning foi titular em 210 jogos consecutivos de 2004 a 2017, a segunda maior sequência por um quarterback na história da NFL. Quando se aposentou, em 2020, era o sétimo ma história da liga em jardas passadas e touchdowns lançados na carreira. Apesar da falta de consistência e comparativamente um desempenho a baixo do calibre de seu irmão Peyton, Eli ficou mais conhecido por suas duas improváveis vitórias no Super Bowl em 2007 e 2011, nas quais ele liderou duas vitórias do Giants contra os Patriots.

## Primeiros anos
Eli Manning nasceu em 1981, na cidade de Nova Orleans, na cidade onde seu pai Archie fez sua carreira profissional. Eli frequentou a Isidore Newman School, onde jogou futebol americano e basquete. Em sua carreira na escola, Manning lançou para 7 389 jardas e 89 touchdowns. Em 7 de fevereiro de 1999, ele se comprometeu a jogar futebol americano universitário pela Ole Miss.

## Carreira universitária

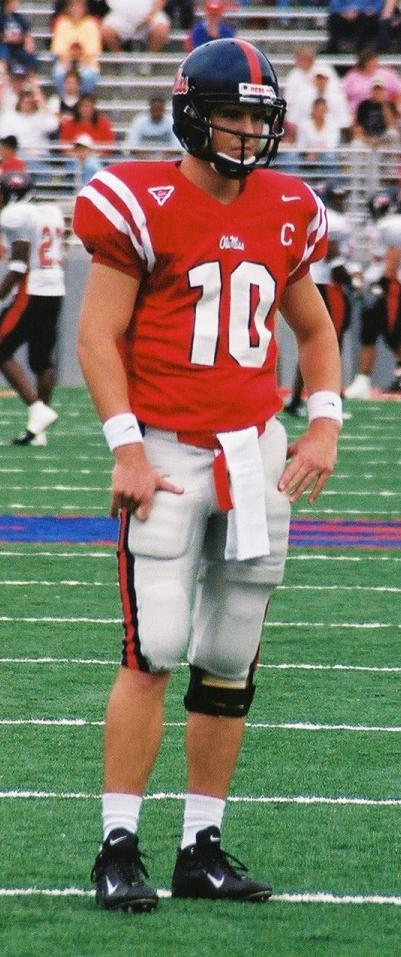
Manning durante seu tempo na Universidade do Mississippi

Durante seus anos em Universidade do Mississippi, Manning estabeleceu ou empatou 45 recordes. Seus números de carreira incluem 10.119 jardas (quinto na lista de todos tempos da SEC), 81 passes para touchdown (terceiro na lista de todos tempos da SEC) e um rating de 137.7 (empatado em sexto lugar na lista de todos tempos da SEC). Ele levou a equipe a uma campanha de 10–3 e uma vitória por 31-28 no SBC Cotton Bowl Classic sobre o Universidade Estadual de Oklahoma em 2003. Ele foi convidado para jogar no Senior Bowl de 2004, mas optou por não jogar.
Quando seu último ano chegou ao fim, Manning tinha ganho muitos prêmios, incluindo o prêmio de MVP da SEC. Ele também foi um candidato para o Heisman Trophy de 2003, terminando em terceiro lugar na votação atrás do quarterback Jason White, da Oklahoma State, e Larry Fitzgerald, da Universidade de Pittsburgh.
Manning se formou na Universidade do Mississippi com um diploma em marketing.

### Prêmios
- 2001: Conerly Trophy – Melhor jogador universitário do Mississippi[15]
- 2001: Menção Honrosa All-American - The Football News[16]
- 2002: MVP do Independence Bowl[17]
- 2002: 2° Equipe All-American - The Associated Press[18]
- 2003: Maxwell Award – Melhor jogador do pais[14]
- 2003: Conerly Trophy – Melhor jogador universitário do Mississippi
- 2003: MVP da SEC – Birmingham Monday Morning Quarterback Club
- 2003: Esportista do ano no Mississippi - The Clarion-Ledger
- 2003: Atleta Amador do Ano no Mississippi – Jackson Touchdown Club
- 2003: National Scholar-Athlete Class – Division I-A QB[19]
- 2003: Johnny Unitas Golden Arm Award – Atribuído ao melhor quarterback do pais[20]
- 2003: Jogador Ofensivo do Ano da SEC – The Associated Press e os Técnicos da SEC[14]
- 2003: Sporting News Radio Socrates Award
- 2004: MVP do Cotton Bowl Classic
- Prêmio de Liderança Coronel Earl (Red) Blaik - All-American Football Foundation
- Jogador do ano pela USA Today em Louisiana[11]
- 1° equipe All-American - The All-American Foundation[16]
- Jogador do Ano da SEC – The Commercial Appeal e os Técnicos da SEC[14]
- 1° equipe All-SEC – Associated Press[14]
- Melhor QB da SEC – Touchdown Club of Atlanta Wally Butts Award

### Estatísticas
|           |          | Passando | Passando | Passando | Passando | Passando | Passando | Passando | Passando | Correndo | Correndo | Correndo | Correndo |
| Temporada | Time     | Jogos    | Rating   | Ten      | Comp     | Pct      | Jardas   | TD       | Int      | Ten      | Jardas   | Média    | TD       |
| --------- | -------- | -------- | -------- | -------- | -------- | -------- | -------- | -------- | -------- | -------- | -------- | -------- | -------- |
| 2000      | Ole Miss | 6        | 117,4    | 53       | 28       | 52,8%    | 337      | 3        | 2        | 7        | 4        | 0,6      | 0        |
| 2001      | Ole Miss | 11       | 144,8    | 408      | 259      | 63,5%    | 2 948    | 31       | 9        | 31       | 9        | 0.3      | 0        |
| 2002      | Ole Miss | 13       | 125,6    | 481      | 279      | 58%      | 3 401    | 21       | 15       | 39       | -120     | −3,0     | 2        |
| 2003      | Ole Miss | 13       | 148,1    | 441      | 275      | 62,4%    | 3 600    | 29       | 10       | 48       | -28      | -0,6     | 3        |
| Carreira  | Carreira | 43       | 138,1    | 1 383    | 841      | 60,8%    | 10 286   | 84       | 36       | 125      | -135     | −1,1     | 5        |

Fonte: Olemiss.rivals.com

## Carreira profissional
O San Diego Chargers originalmente detinha a primeira escolha geral no Draft de 2004 devido a sua campanha de 4-12 em 2003. Com Manning como o jogador mais cobiçado do draft, parecia que as intenções dos Chargers eram de escolher ele. No entanto, Manning (ecoado por seu pai) declarou publicamente que ele se recusaria a jogar nos Chargers. Os Chargers o selecionaram com a primeira escolha geral e o trocou com o New York Giants por Philip Rivers. Ele assinou um contrato de seis anos no valor de US $ 45 milhões.
Manning foi um dos quatro quarterbacks escolhidos na primeira rodada do Draft de 2004, juntamente com Ben Roethlisberger, Philip Rivers e J. P. Losman. Manning, Roethlisberger e Rivers foram todos eleitos para o Pro Bowl desde que se tornaram titulares. Roethlisberger e Manning ganharam dois Super Bowls. Eles foram comparados favoravelmente à classe de quarterback de 1983, que incluiu os quarterbacks do Hall of Fame: Dan Marino, John Elway e Jim Kelly.

### Temporada de 2004: ano de estreia
Manning fez sua estreia na NFL na semana 1 contra o Philadelphia Eagles. Ele entrou no jogo no final do quarto quarto no lugar de Kurt Warner. Ele terminou a derrota por 31-17 com 3 passes para 66 jardas. Manning fez seu primeiro jogo como titular na temporada regular contra o Atlanta Falcons no Giants Stadium em 21 de novembro de 2004. Em sua quarta partida, contra o Baltimore Ravens no M&T Bank Stadium em 12 de dezembro de 2004, ele terminou o jogo com um rating de 0,0 e foi substituído por Warner, mas permaneceu como titular dos Giants até o final da temporada. Os Giants terminaram com uma campanha de 6-10, com uma vitória e seis derrotas nos jogos em que Manning foi titular.

### Temporada de 2005: campeões da NFC East
Depois de 2004, Warner deixou os Giants e Manning foi nomeado titular para 2005. Manning levou os Giants a uma campanha de 2-0 com vitórias contra os Cardinals e Saints, antes de viajar para a Costa Oeste para um teste em San Diego. Os fãs dos Chargers não esqueceram o desprezo e a multidão vaiava Manning em voz alta toda vez que ele tocava na bola. San Diego derrotou os Giants por 45-23, mas Manning mostrou o que pode ter sido o desempenho mais impressionante de sua jovem carreira, tendo 24 passes para 352 jardas e dois touchdowns.
Depois de sua atuação em San Diego, Manning voltou para casa e jogou para quase 300 jardas, além de quatro touchdowns contra o St. Louis Rams, no Giants Stadium, em uma vitória por 44-24.
Manning terminou entre os cinco primeiros quarterbacks em jardas e passes para touchdown, enquanto liderava um ataque que terminou em terceiro na NFL em pontuação, com um total de 422 pontos. Foi o maior número de pontos que os Giants marcou em uma única temporada desde 1963. Os Giants venceram a NFC East com uma campanha de 11-5 e avançaram para a pós-temporada. No Wild Card contra o Carolina Panthers, Manning teve 10 passes para 113 jardas e três interceptações na derrota por 23-0.

### Temporada de 2006
A segunda temporada completa de Manning foi uma reminiscência de sua temporada de 2005. Ele começou jogando bem e completou mais de 65% de seus passes nos quatro primeiros jogos. No entanto, sua produção diminuiu no final da temporada regular.
As lesões, incluindo do recebedor Amani Toomer, empurraram Manning e os Giants para baixo. Os Giants terminaram a temporada com uma campanha de 8-8. Os Giants se classificaram para a pós-temporada como o número 6 e enfrentaram os Eagles. Embora ele tenha se saído significativamente melhor neste jogo do que no jogo dos playoffs de 2005 contra o Carolina Panthers, completando 16 passes e dois touchdowns, os Giants perderam com um field goal no último segundo.
Nessa temporada, Manning teve 3,244 jardas, 24 touchdowns e 18 interceptações. Ele completou 57.7% de seus passes, uma melhora de cinco pontos em relação a 2005, mas ele novamente sofreu muito na segunda metade da temporada. Manning terminou a temporada com um rating de 77,0 (18º na liga) com 6,2 jardas por tentativa.

### Temporada de 2007: campeões do Super Bowl

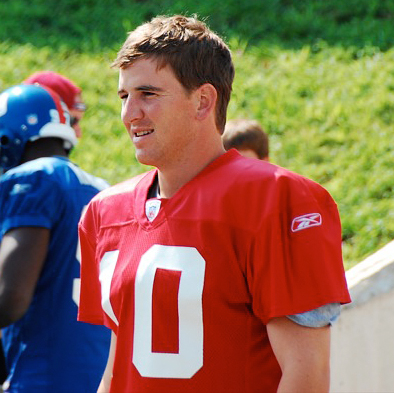
Manning em 2007

Manning treinou em Meadowlands com o coordenador ofensivo Kevin Gilbride e o novo treinador de quarterbacks, Chris Palmer, antes da temporada regular de 2007. Pela primeira vez, Plaxico Burress e Jeremy Shockey treinaram no período de entressafra com Manning para aperfeiçoar seu tempo e química ao invés de treinarem sozinhos em Miami como fizeram nos anos anteriores.

#### Temporada regular
Depois de perder para os rivais de divisão, Dallas Cowboys, na semana 9, John Mara, co-proprietário do New York Giants, questionou publicamente a habilidade de Manning em liderar o New York Giants em 2007, mas mais importante no futuro:
A única coisa que avaliamos é "podemos ganhar com esse cara?". Quando falamos de qualquer jogador no final da temporada, a pergunta número 1 é "ele vai nos ajudar a vencer?" E para dar um passo adiante, "podemos ganhar um campeonato com esse cara?"
— John Mara
Depois de uma semana de críticas na mídia de Nova York e sendo superado por Tony Romo, Manning teve uma vitória contra Detroit Lions, onde ele conseguiu 283 jardas e um touchdown, mas o mais importante, sem interceptações. Os Giants terminaram a temporada com uma campanha de 10-6.

#### Playoffs de 2007
Os Giants entraram nos playoffs como o # 5-seed. Em 6 de janeiro de 2008, Manning teve 20 passes para 185 jardas contra o Tampa Bay Buccaneers. O Giants venceram por 24-14, e Manning teve dois passes para touchdown.
Em 13 de janeiro de 2008, Manning levou os Giants a uma vitória sobre o Dallas Cowboys no Divisional Round. Esta vitória garantiu uma vaga na Final da NFC contra o Green Bay Packers em 20 de janeiro de 2008. No NFC Championship, os Giants venceram os Packers na prorrogação, com uma pontuação de 23–20. A dramática vitória garantiu a Manning e os Giants uma viagem ao Super Bowl XLII. Essa foi a primeira aparição no Super Bowl do New York Giants desde o Super Bowl XXXV em 2001, e sua primeira vitória no Super Bowl desde o Super Bowl XXV.

#### Super Bowl XLII

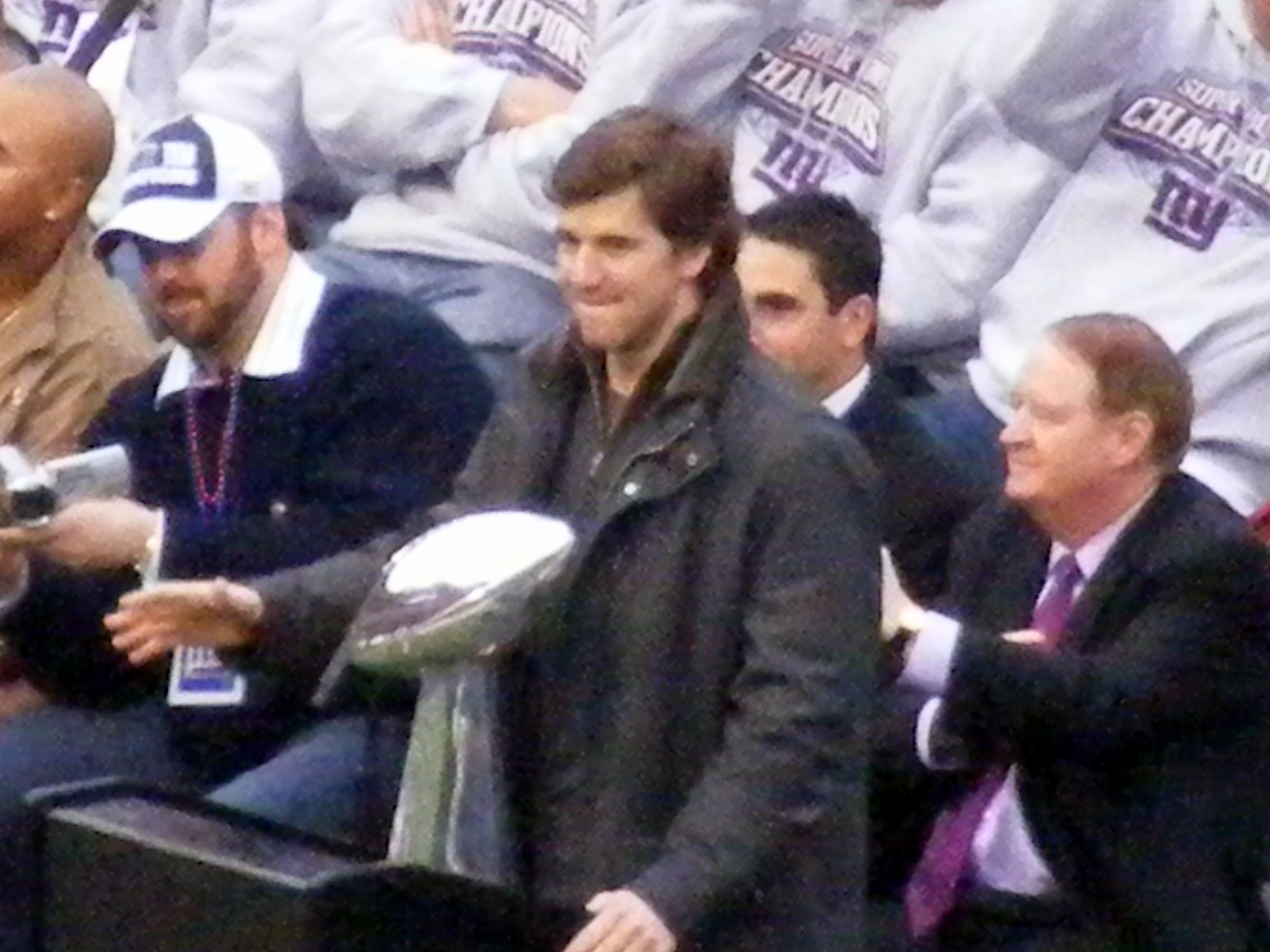
Manning com o Vince Lombardi Trophy no Giants Stadium

Diante de uma audiência recorde na televisão americana e com a força de uma movimentação no quarto quarto liderada por Manning, os Giants venceram o New England Patriots por 17-14.
Em desvantagem de 14-10 a 2:42 do final, Manning liderou os Giants a 83 jardas em um touchdown vitorioso. Em uma crucial terceira descida na linha de 44 jardas dos Giants, Manning se conectou com David Tyree em uma jogada em que ele evitou vários sacks e Tyree pegou a bola com seu capacete. Quatro jogadas depois, o Plaxico Burress conseguiu um touchdown de 13 jardas com apenas 35 segundos restantes.
Manning tornou-se apenas o segundo quarterback da história da NFL a ter dois passes para touchdowns no quarto quarto consecutivos em um Super Bowl (sendo Joe Montana o primeiro). Após a monumental vitória dos Giants, Manning e a equipe técnica conversaram brevemente com o presidente George W. Bush.
Manning foi nomeado o MVP do Super Bowl XLII. Ele e seu irmão Peyton são o único par de irmão a jogar como quarterback no Super Bowl e ganhar o prêmio de MVP do Super Bowl em anos sucessivos.
Na quarta-feira seguinte ao Super Bowl, ele apareceu no Late Show with David Letterman.

### Temporada de 2008: campeões da NFC East

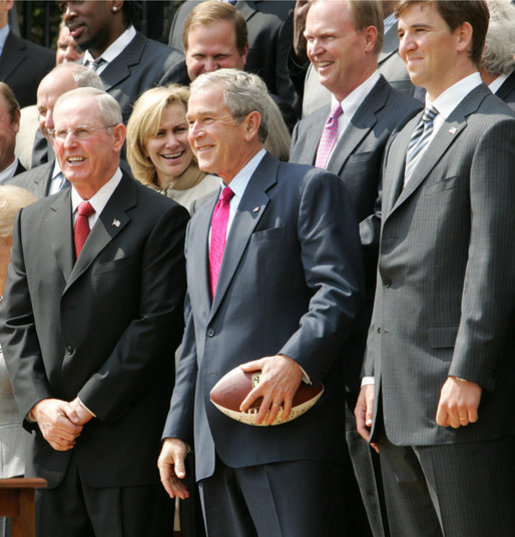
Manning (à direita) e treinador Tom Coughlin (à esquerda) com o presidente George W. Bush em 30 de abril de 2008.

Manning foi nomeado para seu primeiro Pro Bowl em 16 de dezembro, tornando-se o primeiro quarterback dos Giants a ganhar a honra desde Phil Simms em 1993. Os Giants terminaram com uma campanha de 12-4 e foram campeões da NFC East. Os Giants tiveram uma folga na primeira rodada dos playoffs e vantagem de campo pelo resto dos playoffs.
No Divisional Round, eles enfrentaram o arquirrival Philadelphia Eagles no Giants Stadium com rajadas de vento. Philadelphia ganhou o jogo por 23-11. Manning completou 15 passes para 169 jardas, não teve touchdowns mas teve duas interceptações.

### Temporada de 2009

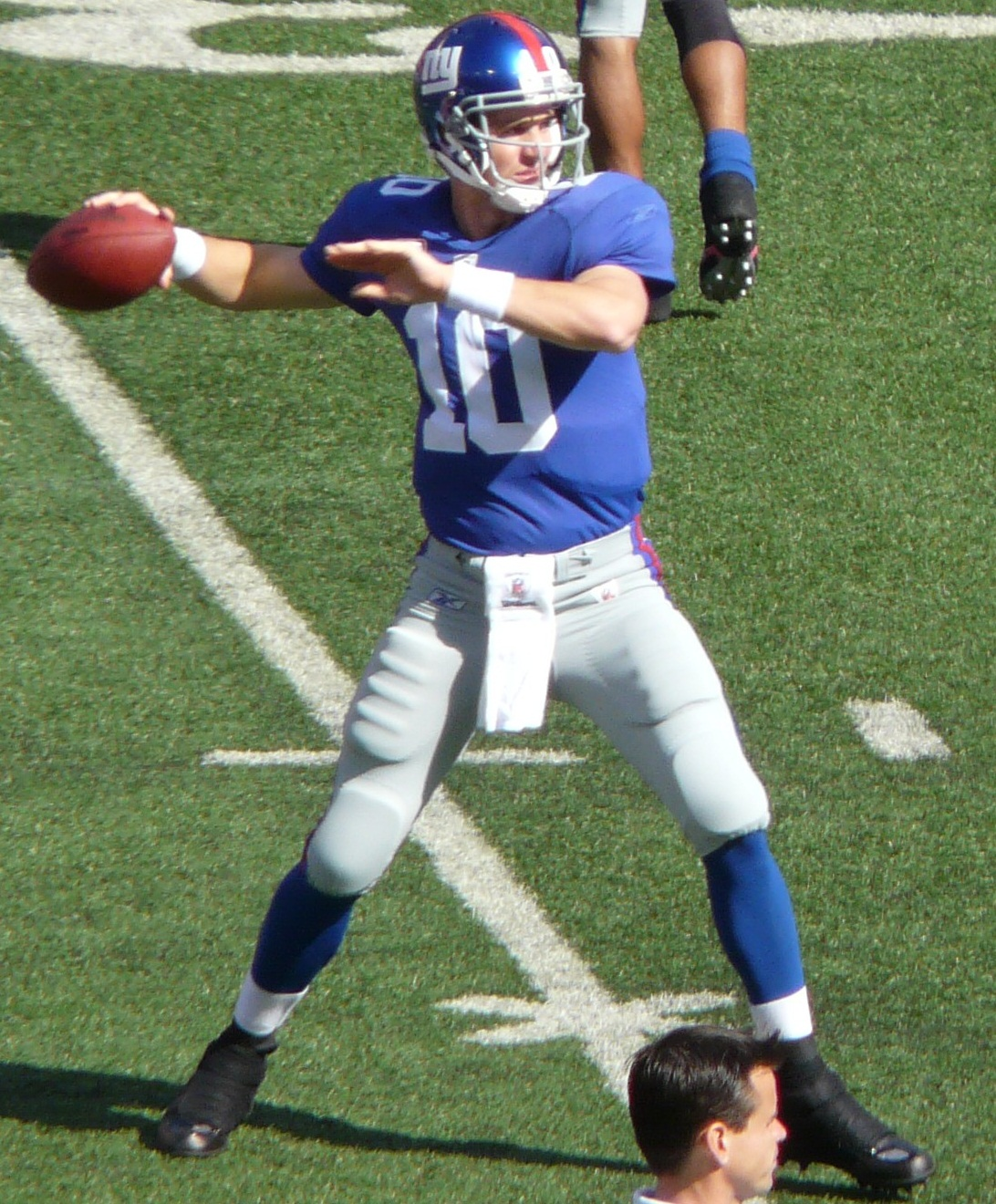
Manning em um aquecimento pré-jogo em 2009

Em 5 de agosto de 2009, ele assinou uma extensão de contrato no valor de US $ 97,5 milhões por seis anos.
No último jogo no Giants Stadium, Manning e os Giants passaram vergonha, perdendo por 41-9 para o Carolina Panthers. Após o jogo, Manning pediu desculpas aos fãs pelo desempenho da equipe. Os Giants terminaram a temporada 2009 com uma campanha de 8-8 e não foram para os playoffs.
Manning terminou a temporada de 2009 com 4.021 jardas, 27 touchdowns, um percentual de 62.3 e um rating de 93.1.

### Temporada de 2010

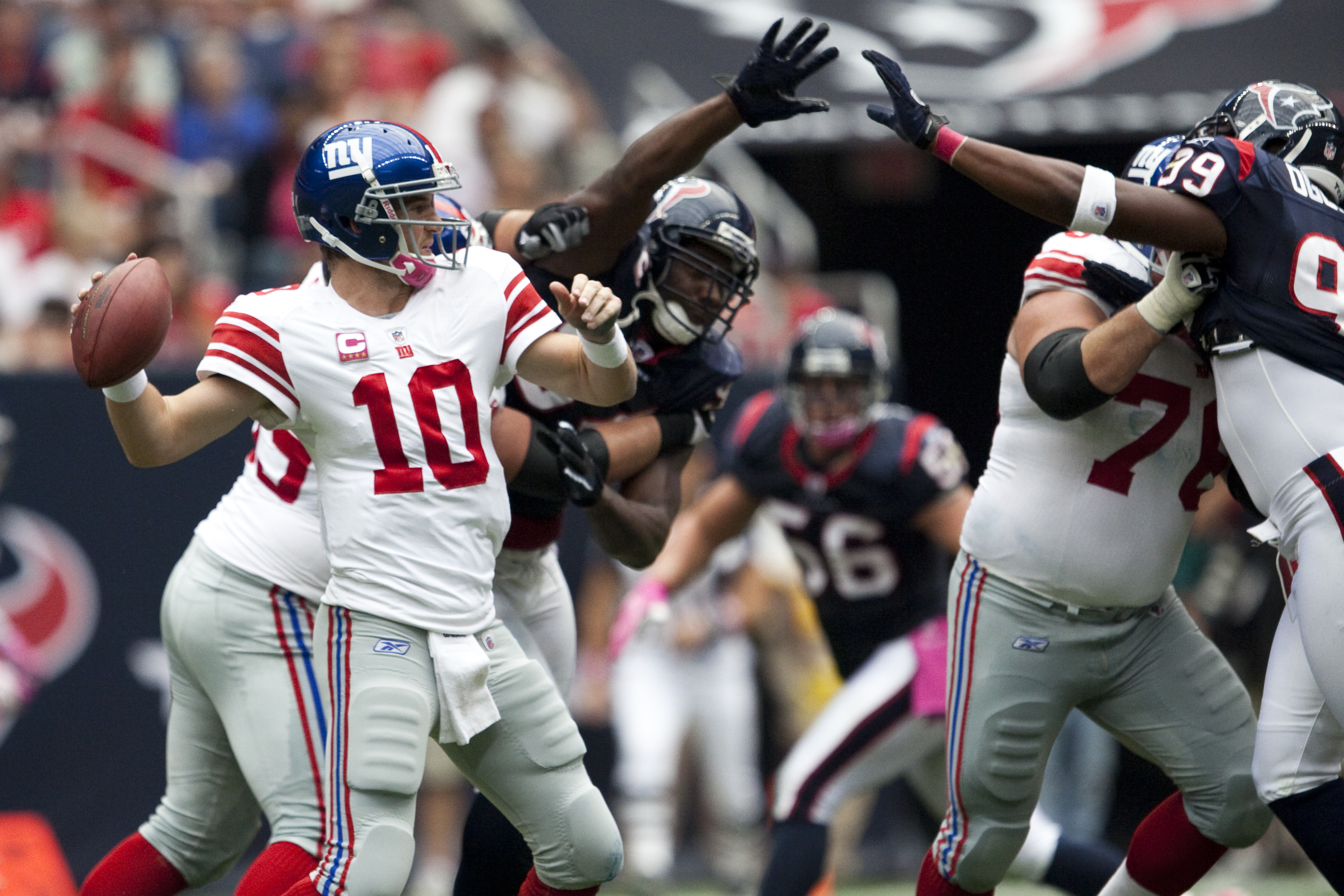
Manning contra o Houston Texans em outubro de 2010

Em 16 de agosto, durante um jogo de pré-temporada contra o New York Jets, Manning foi atingido por Brandon Jacobs e Manning teve um grande corte que precisou de 12 pontos. Ele teve que ser retirado do jogo.
Os Giants terminaram a temporada de 2010 da NFL com uma campanha de 10-6 com derrotas contra Indianapolis Colts, Tennessee Titans, Dallas Cowboys, Philadelphia Eagles e o Green Bay Packers.
Manning levou o Giants para uma vitória por 17-14 no último jogo da temporada contra o Washington Redskins, no entanto, por causa da vitória do Green Bay Packers por 10-3 sobre o Chicago Bears, os Giants não se classificaram para os playoffs. Os Packers venceram o Super Bowl XLV.
Ele terminou a temporada com 4.002 jardas, 31 touchdowns, 25 interceptações (líder na liga) e uma porcentagem de conclusão de 62,5.

### Temporada 2011: segundo título do Super Bowl

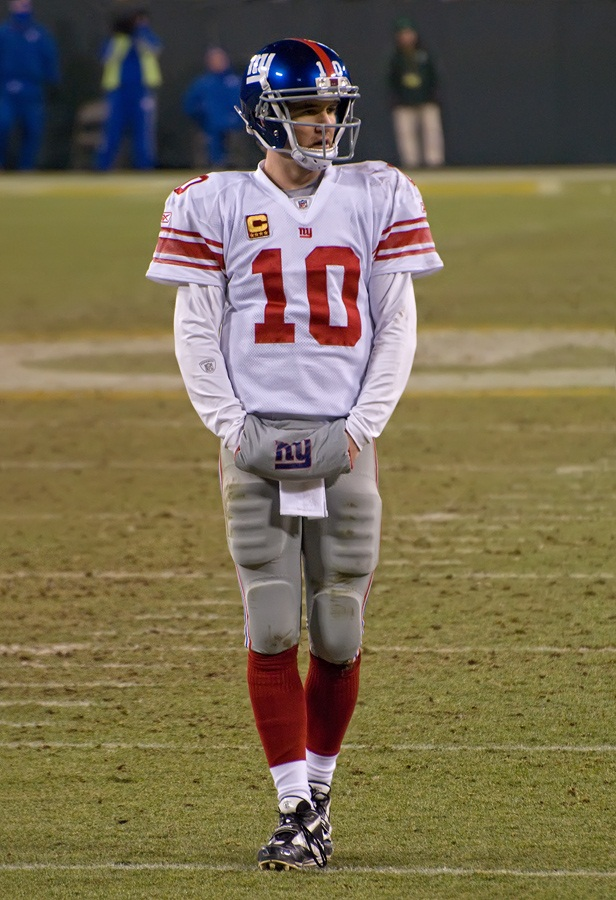
Manning em 15 de janeiro de 2012

Em agosto de 2011, Manning gerou uma controvérsia leve na mídia esportiva durante uma entrevista de rádio no programa "The Michael Kay Show". Quando perguntado pelo apresentador Michael Kay se ele era um quarterback de elite da categoria "Top 10, Top 5" na mesma classe de Tom Brady, ele respondeu:
Eu me considero nessa classe. Tom Brady é um ótimo quarterback... Eu acho que ele ficou melhor a cada ano e é isso que eu estou tentando fazer. Eu meio que espero que os meus próximos sete anos sejam meus melhores.
Manning recebeu críticas pela citação por tentar inflar seu próprio status e habilidades, com os críticos apontando suas estatísticas como inconsistentes, incluindo suas 25 interceptações na temporada anterior, como evidência contraditória a suas afirmações. No entanto, Manning também recebeu apoio do treinador do Giants, Tom Coughlin, e de companheiros como o wide receiver Hakeem Nicks. Mais tarde na temporada, o coordenador defensivo do Dallas Cowboys, Rob Ryan, comentou sobre a citação: "Ele com certeza é um quarterback de elite.

#### Temporada regular
Os Giants abriram a temporada de 2011 com um começo lento, perdendo para o Washington Redskins por 28-14 em um jogo emocionante no décimo aniversário dos ataques de 11 de setembro. Manning completou 18 passes para 268 jardas, mas deu uma interceptação cara no terceiro quarto para o linebacker Ryan Kerrigan, que retornou para um touchdown e balançou o ímpeto do jogo.
Depois de um início de 6-2, incluindo uma vitória de virada por 24-20 sobre o New England Patriots que evocou comparações com o Super Bowl XLII, os Giants entraram em um trecho difícil de sua agenda, enfrentando o San Francisco 49ers, New Orleans Saints, e o Green Bay Packers, os respectivos campeões da NFC Oeste, Sul e Norte. Os Giants perderiam todos os três jogos, bem como perderiam para o Philadelphia Eagles em casa, colocando novamente suas esperanças na pós-temporada em risco.
No entanto, ao contrário das três temporadas anteriores, os Giants terminariam fortes, vencendo três dos últimos quatro jogos. No último jogo da temporada regular contra os Cowboys, Manning teve 346 jardas e três touchdowns, dando aos Giants a vitória, o título NFC East e uma vaga nos playoff pela primeira vez em três anos. Ele ganhou uma indicação ao Pro Bowl por sua performance na temporada de 2011.

#### Playoffs de 2011

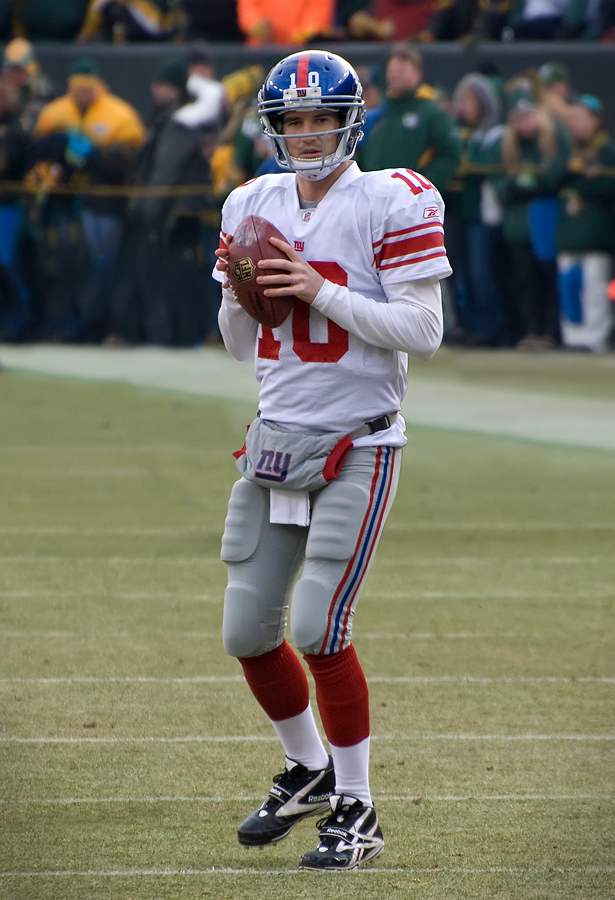
Manning durante um jogo de playoffs contra os Packers

Os Giants entraram na pós-temporada de 2011 como underdogs (azarão), com uma das piores campanhas entre os classificados na NFC. No entanto, Manning e sua equipe demonstrariam mais uma vez sua resistência e durabilidade no final do ano. Os Giants conseguiram ultrapassar facilmente o Atlanta Falcons por 24-2 no Wild Card e depois surpreenderam o Green Bay Packers no Divisional Round. Na vitória, Manning completou 21 passes e lançou para três touchdowns e uma interceptação.
Na semana seguinte, os Giants vingou sua derrota na temporada regular para o San Francisco 49ers com uma dramática vitória por 20-17 na prorrogação no NFC Championship Game. No jogo, Manning estabeleceu um recorde de franquias nos playoffs com 32 passes certos em 52 tentativas, junto com 316 jardas e dois touchdowns apesar de ter sido sacado seis vezes.
Essa vitória garantiu a Manning e os Giants uma segunda viagem em cinco anos para o Super Bowl, preparando uma muito antecipada revanche do Super Bowl XLII contra Tom Brady e o New England Patriots. Os Giants também fizeram história como a primeira equipe a chegar ao Super Bowl tendo sofrido mais pontos do que marcados na temporada regular (394 pontos marcados, 400 pontos permitidos).

#### Super Bowl XLVI
No programa mais assistido na história da televisão dos Estados Unidos, Manning mais uma vez levou os Giants a uma vitória sobre os Patriots por 21-17, sua segunda vitória no Super Bowl e a quarta geral para a franquia.
Eu estava gritando para Bradshaw: "Não marque, não marque", disse Manning. "Ele tentou parar, mas caiu na end zone."
—  Eli Manning recorda o touchdown vencedor do jogo de Ahmad Bradshaw
Enquanto perdia para os Patriots por 17-15 nos minutos finais, Manning liderou os Giants a uma campanha de 88 jardas até um touchdown que muitos observadores descreveram como "acidental". Faltando pouco mais de um minuto de jogo, Manning passou a bola para Ahmad Bradshaw com a esperança de parar na linha do gol e forçar os Patriots a usarem seu tempo final, permitindo assim os Giants a esgotar o relógio. Os Patriots, por sua vez, não tentaram parar Bradshaw e ele então caiu na End zone, apesar de tentar parar. No entanto, o tempo restante não foi suficiente para o quarterback dos Patriots, Tom Brady, liderar uma virada e os Giants mantiveram a vitória.
Manning foi novamente nomeado o MVP do Super Bowl XLVI, tornando-se o terceiro quarterback consecutivo a ganhar o prêmio. Os Giants também se tornaram o primeiro time com menos de dez vitórias em uma temporada regular de 16 jogos a ganhar o Super Bowl. Manning também se tornou o primeiro quarterback na história da NFL a ter 4.900 jardas e ganhar um Super Bowl na mesma temporada.
Após ganhar o Super Bowl, Manning e os Giants desfilaram em Manhattan e foram homenageados com chaves simbólicas da cidade pelo prefeito Michael Bloomberg. Ele foi classificado em 31º por seus companheiros jogadores no NFL Top 100 Players de 2012.

### Temporada de 2012

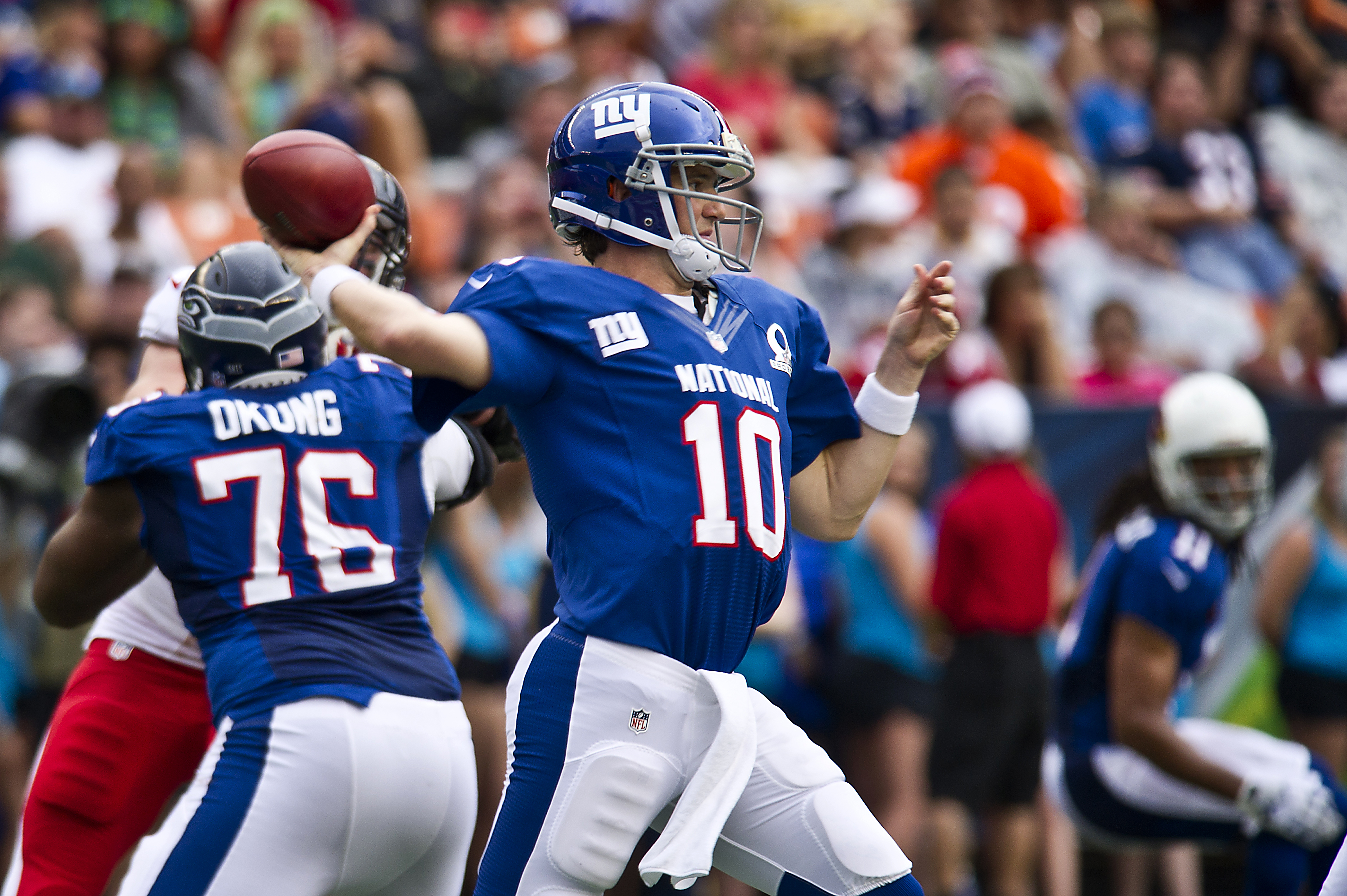
Manning no Pro Bowl de 2013

Os Giants enfrentariam uma temporada decepcionante após o título do Super Bowl em 2011. Manning levou os Giants a uma campanha de 6-2 no começo da temporada, porém eles terminaram com uma campanha de 9-7.
Ele terminou a temporada com 26 passes para touchdown, 15 interceptações e 3.948 jardas. Como era típico para esta fase de sua carreira (2012–16), Manning estava excepcionalmente bem protegido por sua linha ofensiva; ele foi sacado apenas 19 vezes. Embora os Giants não tenham se classificado para os playoffs, Manning foi selecionado para seu terceiro Pro Bowl.

### Temporada de 2013
Manning levou os Giants ao pior início de temporada desde 1976, 0-6. Ele teve 12 interceptações em seus primeiros cinco jogos. Manning caiu para 0-3 contra seu irmão mais velho, Peyton, na derrota por 41-23 para o Denver Broncos. O jogo entre Peyton e Eli foi o último encontro profissional dos dois irmãos. Os Giants terminaram a temporada com uma campanha de 7-9, sua primeira campanha negativa desde o ano de estreia.
Manning passou Phil Simms para se tornar o líder de todos os tempos da franquia em jardas passadas. Simms, que jogou 14 temporadas com os Giants, terminou sua carreira com 33.462 jardas. Ele foi classificado em 43º por seus companheiros jogadores no NFL Top 100 Players de 2014.

### Temporada de 2014

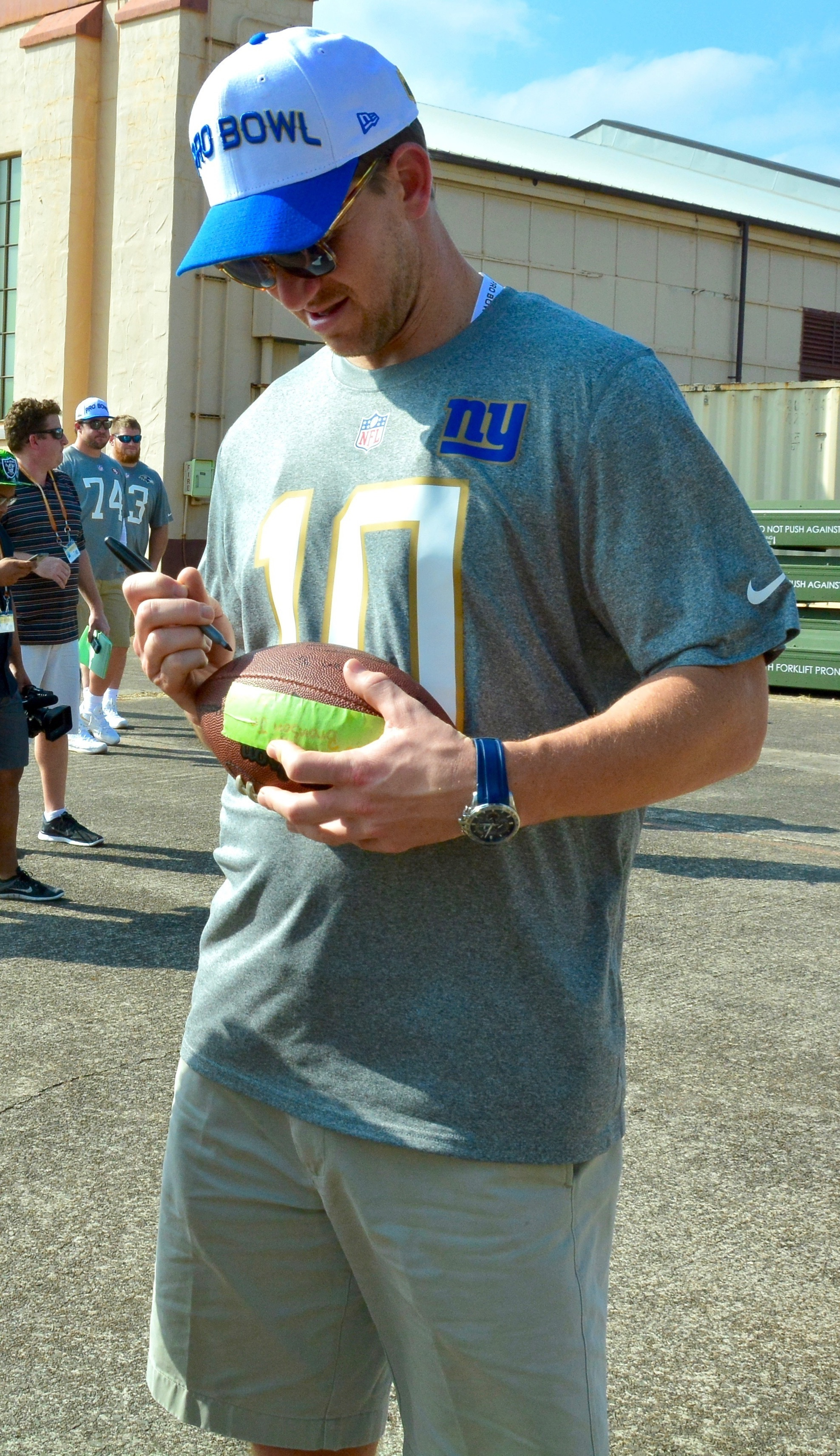
Manning no Pro Bowl de 2016

Depois de um início de 0-2, os Giants venceram três jogos consecutivos, mas perderam seus próximos sete jogos, incluindo uma derrota por 16-10 para o San Francisco 49ers, em um jogo em que Manning teve cinco interceptações.
Os Giants venceram três dos últimos quatro jogos para terminar a temporada com uma campanha de 6-10.
Manning terminou a temporada com 30 passes para touchdown, 14 interceptações e 4.410 jardas.

### Temporada de 2015
Poucos dias antes do início da temporada regular dos Giants contra o Dallas Cowboys, Manning assinou uma extensão no valor de US $ 84 milhões com os Giants por quatro anos. Após o início da temporada 5-5, os Giants caíram para 1-5 no restante da temporada e terminaram com uma campanha de 6-10 pela segunda temporada consecutiva.
Manning terminou a temporada de 2015 com 35 passes para touchdown, 387 passes certos, 618 tentativas de passes e rating de 93,6 (todos recordes pessoais). Seus 35 touchdowns bateram o recorde de Y. A. Tittle em uma única temporada na história da franquia e ficou em segundo lugar entre os quarterbacks daquele ano. Manning também teve 4.432 jardas em 2015, o segundo maior número em sua carreira.
Em 22 de janeiro de 2016, Manning foi selecionado para seu quarto Pro Bowl, substituindo Ben Roethlisberger. Ele foi classificado em 47º por seus companheiros no NFL Top 100 Players of 2016.

### Temporada de 2016: retorno aos playoffs

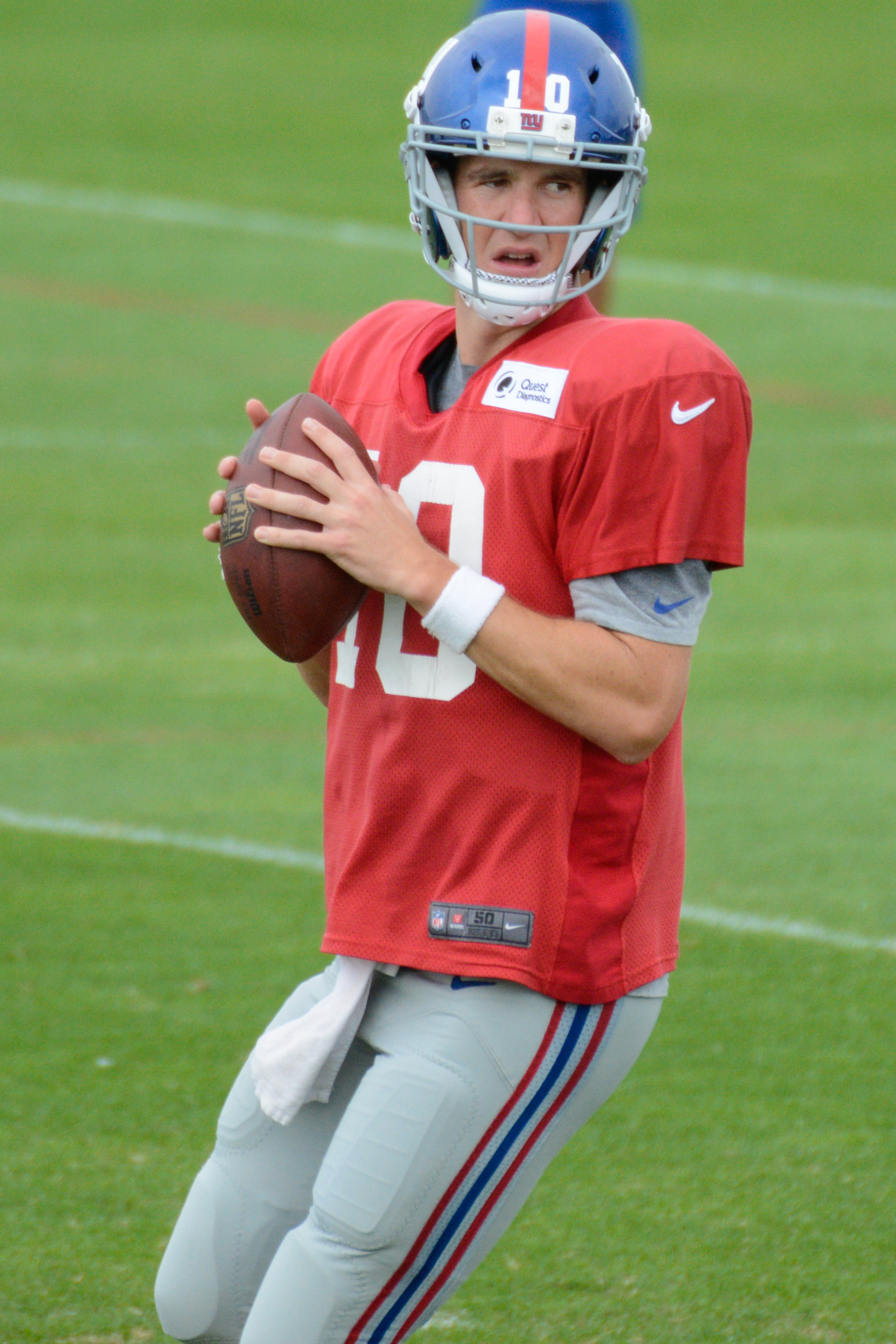
Manning no acampamento de treinamento dos Giants em 2016

Em 16 de outubro, em uma vitória sobre o Baltimore Ravens, Manning teve três touchdowns, alcançando um total de 302 passes para touchdown e passando John Elway pela sétima colocação em touchdowns na carreira.
Em uma derrota na semana 16 contra os Eagles, Manning estabeleceu um recorde de 63 tentativas de passe em um único jogo, enquanto teve um touchdown e três interceptações, superando o recorde de 21 jogos de Peyton Manning com três ou mais interceptações, com 22 no total. No entanto, o Tampa Bay Buccaneers perdeu para o New Orleans Saints, dando aos Giants o primeiro lugar nos playoff desde a vitória no Super Bowl XLVI na temporada de 2011.
Com uma campanha de 11-5 (sua primeira temporada vencedora desde 2012), Manning e os Giants enfrentaram o Green Bay Packers no Lambeau Field no Wild Card. Manning completou 23 passes para 299 jardas, enquanto teve um touchdown. Os Packers derrotariam os Giants por 38-13, terminando a temporada dos Giants.
Manning terminou a temporada tendo 26 touchdowns, 16 interceptações e mais de 4.000 jardas com um rating de 86,0. No geral, o ataque dos Giants foi fraca durante a maior parte da temporada, com o único ponto brilhante sendo o wide receiver Odell Beckham Jr.
Em 4 de fevereiro de 2017, Manning e Larry Fitzgerald ganharam o prêmio Walter Payton Man of the Year, tornando-se a primeira vez desde a temporada de 2006 que dois jogadores foram co-vencedores desse prêmio (Drew Brees e LaDainian Tomlinson).

### Temporada de 2017
Apesar das sólidas atuações de Manning, os Giants começaram a temporada com uma campanha de 0-5, com os últimos três jogos sendo perdidos por 10 pontos.
Durante a semana 9 contra o Los Angeles Rams, Manning terminou com 220 jardas, 2 touchdowns e uma interceptação quando os Giants perderam por 51–17. Durante o jogo, ele se tornou o sétimo quarterback a atingir 50.000 jardas.
Em 28 de novembro, depois de um início de 2-9 na temporada, foi anunciado que Manning iria ser substituído por Geno Smith na Semana 13, terminando a série de 210 jogos consecutivos de Manning. Foi a segunda maior marca de um quarterback, atrás apenas dos 297 jogos de Brett Favre.
Em 5 de dezembro, dois dias após o jogo da semana 13, Manning foi renomeado como titular depois que McAdoo foi demitido como treinador principal.
Os Giants terminaram sua decepcionante temporada com uma campanha de 3-13.

### Temporada de 2018

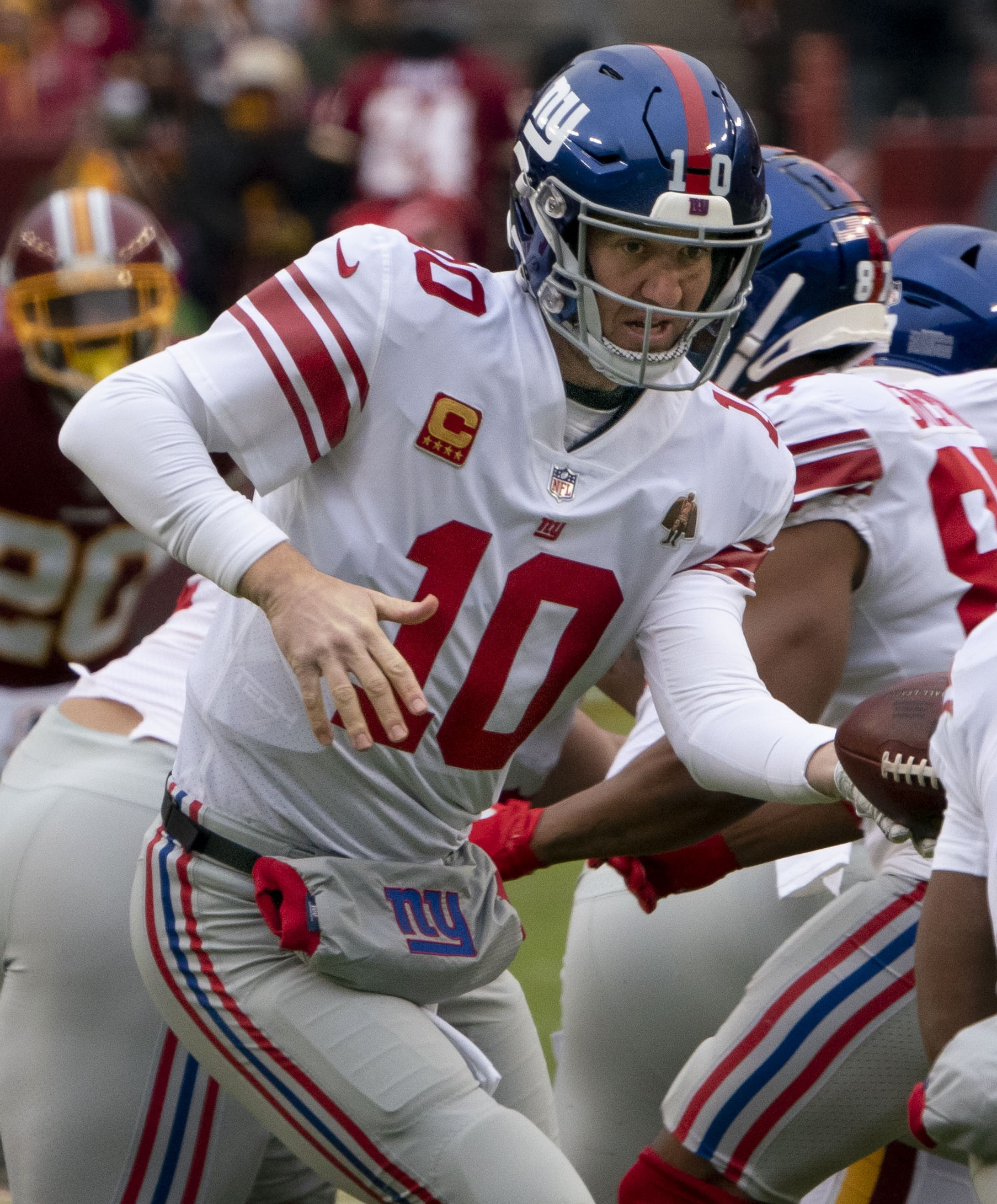
Manning em 2018

Após especulações de que Manning seria dispensado, o novo treinador dos Giants, Pat Shurmur, colocou esses rumores de lado dizendo: "Acho que o importante é que temos aqui um cara (Manning) que ajudou essa organização a vencer Super Bowls. Ele é um jogador excelente. Estou realmente ansioso para trabalhar com ele".
Depois de duas derrotas no início da temporada, Manning e os Giants derrotaram os Houston Texans por 27-22. Manning foi eficiente com 25 passes para 297 jardas e dois touchdowns. Os Giants perderam os próximos cinco jogos consecutivos, apesar de excelentes performances do novato Saquon Barkley.
Os Giants terminaram com uma campanha de 5-11 e foram os últimos na NFC East. Manning teve 4.299 jardas, 21 touchdowns e 11 interceptações na temporada.

### Temporada de 2019 e aposentadoria
Manning começou os dois primeiro jogos da temporada de 2019 como titular dos Giants, perdendo estas duas partidas e lançando, somados, 565 jardas, dois touchdowns e duas interceptações. Em 17 de setembro de 2019, o time nova-iorquino anunciou que Eli Manning iria para o banco a partir da semana 3 contra o Tampa Bay Buccaneers, colocando em campo o novato Daniel Jones. Começou a se especular que este podia ser o fim da carreira de Eli, mas ele reassumiu a posição de titular em 9 de dezembro quando Jones se machucou. No seu retorno, contra o Philadelphia Eagles, Eli lançou para 203 jardas e dois touchdowns na derrota, na prorrogação, por 23 a 17. Na semana seguinte, contra o Miami Dolphins, em casa, Manning lançou para 283 jardas, dois touchdowns e três interceptações na vitória do seu time por 36 a 20. Quando esta partida terminou, Eli Manning deixou o campo ovacionado pela torcida no que seria o último jogo dele como quarterback na NFL. Jones retornou como titular nos dois últimos jogos do ano. Eli terminou 2019 com 1 042 jardas aéreas, seis touchdowns e cinco interceptações em quatro jogos.
Em 22 de janeiro de 2020, Eli Manning informou que convocaria uma coletiva de imprensa para formalmente declarar sua aposentadoria na liga após dezesseis temporadas.

## Estatísticas da carreira

### Temporada regular
| Ano      | Time     | Jogos | Passando | Passando | Passando | Passando | Passando | Passando | Passando | Passando | Passando | Correndo | Correndo | Correndo | Correndo | Sacks | Sacks  | Fumbles | Fumbles  |
| Ano      | Time     | Jogos | Ten      | Comp     | Pct      | Jardas   | Média    | Long     | TD       | Int      | Rating   | Ten      | Jardas   | Média    | TD       | Sack  | Jardas | Fum     | Perdidos |
| -------- | -------- | ----- | -------- | -------- | -------- | -------- | -------- | -------- | -------- | -------- | -------- | -------- | -------- | -------- | -------- | ----- | ------ | ------- | -------- |
| 2004     | NYG      | 9     | 197      | 95       | 48,2%    | 1 043    | 5,3      | 52       | 6        | 9        | 55,4     | 6        | 35       | 5,8      | 0        | 13    | 83     | 3       | 1        |
| 2005     | NYG      | 16    | 557      | 294      | 52,8%    | 3 762    | 6,8      | 78       | 24       | 17       | 75,9     | 29       | 80       | 2,8      | 1        | 28    | 184    | 9       | 2        |
| 2006     | NYG      | 16    | 522      | 301      | 57,7%    | 3 244    | 6,2      | 55       | 24       | 18       | 77,0     | 25       | 21       | 0,8      | 0        | 25    | 186    | 9       | 2        |
| 2007     | NYG      | 16    | 529      | 297      | 56,1%    | 3 336    | 6,3      | 60       | 23       | 20       | 73,9     | 29       | 69       | 2,4      | 1        | 27    | 217    | 13      | 7        |
| 2008     | NYG      | 16    | 479      | 289      | 60,3%    | 3 238    | 6,8      | 48       | 21       | 10       | 86,4     | 20       | 10       | 0,5      | 1        | 27    | 174    | 5       | 2        |
| 2009     | NYG      | 16    | 509      | 317      | 62,3%    | 4 021    | 7,9      | 74       | 27       | 14       | 93,1     | 17       | 65       | 3.8      | 0        | 30    | 216    | 13      | 8        |
| 2010     | NYG      | 16    | 539      | 339      | 62,9%    | 4 002    | 7,4      | 92       | 31       | 25       | 85,3     | 32       | 70       | 2,2      | 0        | 16    | 117    | 7       | 5        |
| 2011     | NYG      | 16    | 589      | 359      | 61%      | 4 933    | 8,4      | 99       | 29       | 16       | 92,9     | 35       | 15       | 0,4      | 1        | 28    | 199    | 8       | 4        |
| 2012     | NYG      | 16    | 536      | 321      | 59,9%    | 3 948    | 7,4      | 80       | 26       | 15       | 87,2     | 20       | 30       | 1,5      | 0        | 19    | 136    | 4       | 1        |
| 2013     | NYG      | 16    | 551      | 317      | 57,5%    | 3 818    | 6,9      | 70       | 18       | 27       | 69,4     | 18       | 36       | 2,0      | 0        | 39    | 281    | 7       | 2        |
| 2014     | NYG      | 16    | 601      | 379      | 63,1%    | 4 410    | 7,3      | 80       | 30       | 14       | 92,1     | 12       | 31       | 2,6      | 1        | 28    | 187    | 7       | 4        |
| 2015     | NYG      | 16    | 618      | 387      | 62,6%    | 4 432    | 7,2      | 87       | 35       | 14       | 93,6     | 20       | 61       | 3,1      | 0        | 27    | 157    | 11      | 4        |
| 2016     | NYG      | 16    | 598      | 377      | 63%      | 4 027    | 6,7      | 75       | 26       | 16       | 86,0     | 21       | -9       | -0,4     | 0        | 21    | 142    | 7       | 4        |
| 2017     | NYG      | 15    | 571      | 352      | 61,6%    | 3 468    | 6,1      | 77       | 19       | 13       | 80,4     | 12       | 26       | 2,2      | 1        | 31    | 189    | 11      | 5        |
| 2018     | NYG      | 16    | 576      | 380      | 66%      | 4 299    | 7,5      | 58       | 21       | 11       | 92,4     | 15       | 20       | 1,3      | 1        | 47    | 358    | 7       | 4        |
| 2019     | NYG      | 4     | 148      | 91       | 61,9%    | 1 042    | 7,1      | 55       | 6        | 5        | 82,6     | 4        | 7        | 1,8      | 0        | 5     | 44     | 3       | 1        |
| Carreira | Carreira | 236   | 8 119    | 4 895    | 60,3%    | 57 023   | 7,0      | 99       | 366      | 244      | 84,1     | 315      | 567      | 1,8      | 7        | 411   | 2 870  | 125     | 56       |

### Pós-Temporada
| Ano   | Time  | Jogos | Passando | Passando | Passando | Passando | Passando | Passando | Passando | Passando | Passando | Correndo | Correndo | Correndo | Correndo | Sacks | Sacks  | Fumbles | Fumbles  |
| Ano   | Time  | Jogos | Ten      | Comp     | Pct      | Jardas   | Média    | Long     | TD       | Int      | Rating   | Ten      | Jardas   | Média    | TD       | Sack  | Jardas | Fum     | Perdidos |
| ----- | ----- | ----- | -------- | -------- | -------- | -------- | -------- | -------- | -------- | -------- | -------- | -------- | -------- | -------- | -------- | ----- | ------ | ------- | -------- |
| 2005  | NYG   | 1     | 18       | 10       | 55,6%    | 113      | 6,3      | 25       | 0        | 3        | 35,0     | 0        | 0        | 0,0      | 0        | 4     | 22     | 1       | 1        |
| 2006  | NYG   | 1     | 27       | 16       | 59,3%    | 161      | 6,0      | 29       | 2        | 1        | 85,6     | 2        | 4        | 2,0      | 0        | 1     | 7      | 0       | 0        |
| 2007  | NYG   | 4     | 119      | 72       | 61,3%    | 854      | 7,2      | 52       | 6        | 1        | 95,7     | 8        | 10       | 1,3      | 0        | 9     | 47     | 2       | 0        |
| 2008  | NYG   | 1     | 29       | 15       | 51,7%    | 169      | 5,8      | 34       | 0        | 2        | 40,7     | 1        | 0        | 0,0      | 0        | 0     | 0      | 0       | 0        |
| 2011  | NYG   | 4     | 163      | 106      | 65%      | 1 219    | 7,5      | 72       | 9        | 1        | 103,3    | 8        | 20       | 2,5      | 0        | 11    | 75     | 1       | 0        |
| 2016  | NYG   | 1     | 44       | 23       | 52,3%    | 299      | 6,8      | 51       | 1        | 1        | 72,1     | 1        | 11       | 11,0     | 0        | 2     | 4      | 1       | 1        |
| Total | Total | 12    | 400      | 242      | 60,5%    | 2 815    | 7,0      | 72       | 18       | 9        | 87,4     | 20       | 45       | 2,3      | 0        | 27    | 155    | 5       | 2        |

## Recordes

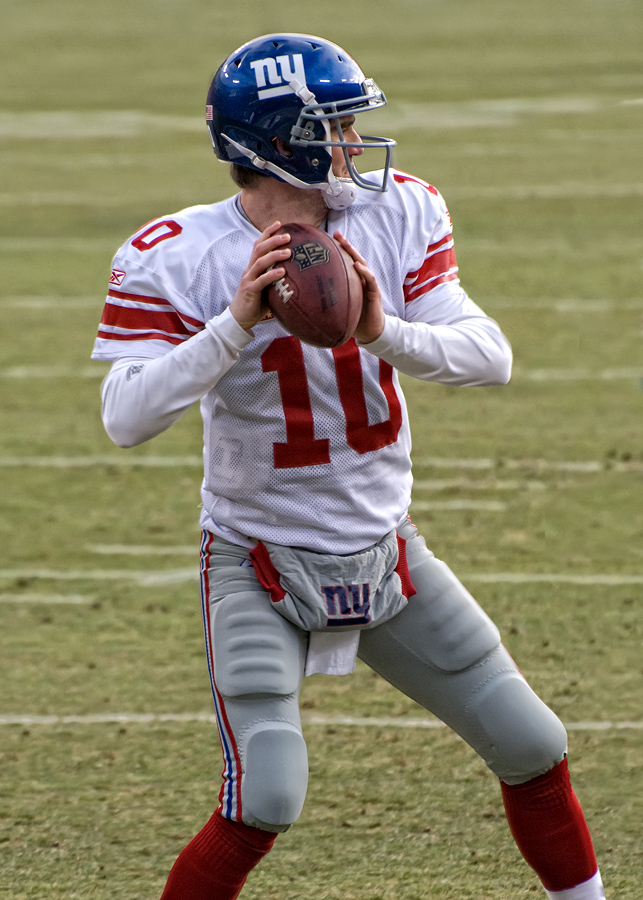
Manning em 15 de janeiro de 2012

#### NFL
- Mais touchdowns no 4º quarto em uma temporada (15 em 2011)[130]
- Empatado em passe mais longo para touchdown (99 jardas em 2011)[131]
- Empatado em mais campanhas vitoriosas em uma temporada (8 em 2011)
- Mais vitórias fora de casa em uma única temporada regular e pós-temporada por um quarterback titular (10)
- Mais jardas de passes em uma única pós-temporada (1,219 jardas em 2011)[132]
- Único QB na história da NFL sem lançar uma interceptação em várias finais de conferência[133]

#### Recordes dos Giants
- Mais passes tentados (carreira): 7,396
- Mais passes tentados (temporada): 618 (2015)[134]
- Mais passes tentados (jogo): 63 (2016-12-22 @PHI)
- Mais passes tentados (playoffs): 400
- Mais passes tentados (temporada de playoff): 163 (2011)
- Mais passes tentados (jogo de playoffs): 58 (2012-01-22 @SFO)
- Mais passes completos (carreira): 4,424
- Mais passes completos (temporada): 387 (2015)
- Mais passes completos (jogo): 41 (2015-10-11 SFO)
- Mais passes completos (playoffs): 242
- Mais passes completos (temporada de playoff): 106 (2011)
- Mais passes completos (jogo de playoffs): 32 (2012-01-22 @SFO)
- Mais passes completos (jogo, como novato): 19 (2004-12-26 @CIN; empatado com Joe Pisarcik)
- Mais jardas passadas (carreira): 55,981
- Mais jardas passadas (temporada): 4,933 (2011)
- Mais jardas passadas (playoffs): 2,815
- Mais jardas passadas (temporada de playoff): 1,219 (2011)
- Mais passes para TDs (carreira): 339
- Mais passes para TDs (playoffs): 18
- Mais passes para TDs (temporada de playoff): 9 (2011)
- Mais interceptações (carreira): 228
- Mais interceptações (temporada): 27 (2013)
- Mais interceptações (jogo): 5 (2013-12-15 SEA e 2014-11-16 SFO; empatado com Charlie Conerly e Jeff Rutledge)
- Mais vezes sacado (playoffs): 27
- Mais vezes sacado (temporada de playoffs): 11 (2011)
- Mais vezes sacado (jogo de playoff): 6 (2012-01-22 @SFO; empatado com Phil Simms)
- Mais jardas passadas por jogo (carreira): 239.3
- Mais jardas passadas por jogo (temporada): 308.3 (2011)
- Mais jogos com 300+ jardas (carreira): 47
- Mais jogos com 300+ jardas (temporada): 10 (2011)
- Mais jogos com 300+ jardas (playoffs): 2 (empatado com Kerry Collins)
- Mais temporadas com 4000+ jardas: 6
- Mais longo passe: 99 jardas (2011)[135]
- Mais jogos consecutivos como QB titular: 194 (183 temporada regular + 11 jogos de playoffs)[136]
- Mais passes consecutivos, jogo: 21 (2011)

## Outros empreendimentos
Manning, seus irmãos Peyton e Cooper, e seus pais Archie e Olivia, todos apareceram em um anúncio da ESPN, This is SportsCenter, em 2006. Ele também co-estrelou com Peyton anúncios da NFLShop.com e Oreo.
Ele é um porta-voz da Citizen Watch Co., da Toyota de Nova Jersey e da Reebok. Ele recebeu várias ofertas de patrocínio depois de chegar ao Super Bowl XLII.

## Vida pessoal

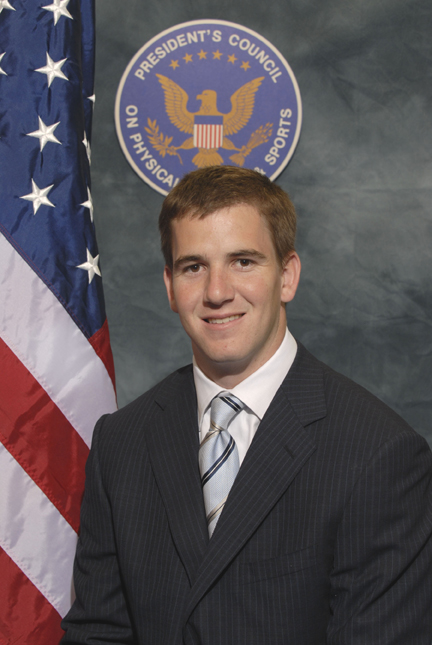
Manning em 2007

Manning nasceu em Nova Orleans, o mais novo dos três garotos de Olivia (nascida Williams) e o ex-quarterback da NFL, Elisha Archibald "Archie" Manning III, ambos nativos do Mississippi. Ele é um membro da fraternidade Sigma Nu como era seu pai, e foi nomeado atleta Sigma Nu do ano em 2001 e 2003.
Em 2007, ele se casou com Abby McGrew de Nashville, Tennessee. McGrew estudou moda em Nova York e está com Manning desde seus dias na Universidade do Mississippi. O casal se casou em uma cerimônia privada realizada em San José del Cabo, no México, em 19 de abril de 2008. Manning e Abby têm três filhas. Eles residem, durante a temporada, em Hoboken, Nova Jersey.
Eli e Peyton Manning se voluntariaram após o furacão Katrina. Os Manning ajudaram na entrega de 14.000 libras (14.000 kg) de água, Gatorade, fórmula para bebês, pedra-pomes e travesseiros para o povo de Nova Orleans. Depois de visitar o Hospital Infantil Blair E. Batson da University of Mississippi Medical Center, ele realizou uma campanha para levantar US $ 2,5 milhões para a construção da "Clínica Infantil Eli Manning". Manning disse em 2007: "Sinto-me honrado pelo trabalho que eles fazem e tenho a honra de fazer este compromisso para ajudar a levantar fundos para construir esta clínica de última geração que servirá as famílias do Mississippi nos próximos anos". Seu pai, Archie Manning, também levantou fundos para os esforços de socorro do Katrina.
Em 2009, Eli, Peyton e Archie Manning foram co-autores de um livro infantil intitulado Family Huddle, que descreve em texto e imagens simples como os três irmãos Manning jogavam futebol americano quando eram meninos. Em 2010, Eli Manning apareceu em um comercial para aumentar a conscientização para o vazamento de petróleo da Deepwater Horizon.
Desde 2008, Manning é o apresentador do Guiding Eyes for the Blind's Golf Classic, o maior e mais antigo evento beneficente de golfe em Westchester County, Nova York. Guiding Eyes é uma escola de cães-guia sem fins lucrativos que atende cegos e deficientes visuais ao redor do mundo, bem como crianças no espectro do autismo. Ele é um ex-membro do Conselho do Presidente em Aptidão Física e Esportes.